# Genusdoktrinen
Genusdoktrinen är en bok skriven av Ivar Arpi och Anna-Karin Wyndhamn, utgiven 2020, som problematiserar svenska universitets tillämpning av genusvetenskap i sitt genomförande av jämställdhetsintegrering.

## Bakgrund
Jämställdhetsintegrering innebär att universiteten skall göras mer jämställda vilket bland annat berör kurslitteraturlistor, tjänstetilldelningar och fördelning av forskningsanslag. Jämställdhetsintegrering genomdrevs först av det Nationella sekretariatet för genusforskning och sedan togs genomdrivandet över av Jämställdhetsmyndigheten.
Författare Anna-Karin Wyndhamn har en doktorsexamen i pedagogik och var tidigare anställd hos Nationella sekretariatet för genusforskning. Sekretariatet är en nationell enhet vid statliga Göteborgs Universitet, och Wyndhamns dagboksanteckningar från sin tid på sekretariatet är en av bokens källor. Boken har sitt ursprung i en artikelserie påbörjad i november år 2017 som Ivar Arpi skrev i Svenska Dagbladet, och som tog avstamp i att Erik Ringmar vid Lunds universitet ålades att ta med Judith Butler på litteraturlistan i hans kurs om reaktionen mot moderniteten vid förra sekelskiftet med fokus på fascism.

## Innehåll
Boken framhåller att kunskapen snedvrids när forskningsmedel villkoras med att man måste anlägga ett genusperspektiv om det så är glaciärer, mumintroll eller brofästen man forskar om. Den påtalar också avsteg från meritokrati då kvinnor kvoteras in, och att forskare tystnar av rädsla för repressalier.
Bokens författare menar att både Jämställdhetsmyndigheten och Nationella sekretariatet för genusforskning i praktiken fungerar som en akademisk underorganisation till det politiska partiet Feministiskt initiativ, snarare än som opartiska myndigheter.
I boken behandlas bland annat Hesslow-affären, där läkarstudenter vid statliga Lunds Universitet polisanmälde en föreläsare som lärt ut om biologiska skillnader mellan män och kvinnor. Den behandlar även om hur Per-Axel Janzon slutade på Utbildningsradion (UR) efter att först internt ha kritiserat UR:s arbete med normkritik, och därefter själv velat göra ett normkritiskt reportage om normkritik. Även Sokalaffären och den norska dokumentären Hjernevask behandlas.
Bokens författare accepterar strategin "gender mainstreaming" som bland annat föreskriver att offentliga beslut ska grundas i analyser av hur de kan tänkas påverka kvinnor och män, men menar att det är problematiskt när Nationella sekretariatet för genusforskning 2016 fick i uppdrag att stödja universitetens arbete med implementeringen av detta arbetssätt. Jämställdhetsintegrering handlar då inte längre om att reflektera över olika aspekter av jämställdhet, utan blir ett verktyg för politisk aktivism.

## Mottagande
SVT Kultur:s recensent Per Andersson anser att boken "bör läsas med ett rejält kritiskt motstånd", men framhåller det betänkliga i att det sker en politisering av universitetens verksamhet, samt Jämställdhetsmyndighetens ovilja att delta i en seriös kritisk diskussion om sitt myndighetsutövande.
Nina Björk skrev i Dagens Nyheter att innehållet bestod av disparata saker som behandlas och sedan knöts till vänstern, vilket enligt Björk var en grov generalisering. Björk menade också att författarna ändå hade en poäng.
Wyndhamn och Arpi hade hoppats få debattera med myndighetspersoner, chefer och rektorer vid lärosäten, generaldirektörer och ministrar och att dessa skulle svara på kritiken i boken. Wyndhamn var även besviken på journalistkåren, vilken hon menade inte hade agerat för att få dessa till stånd.

## Utgåva
- Arpi, Ivar; Wyndhamn, Anna-Karin (2020). Genusdoktrinen. Stockholm: Fri tanke. Libris 2cv73gd90pnvqmt3. ISBN 9789188589347